# Storebro
Storebro is een plaats in de gemeente Vimmerby in het landschap Småland en de provincie Kalmar län in Zweden. De plaats heeft 977 inwoners (2005) en een oppervlakte van 142 hectare.

## Verkeer en vervoer
Bij de plaats lopen de Riksväg 23 en Riksväg 34.